# آزانيا

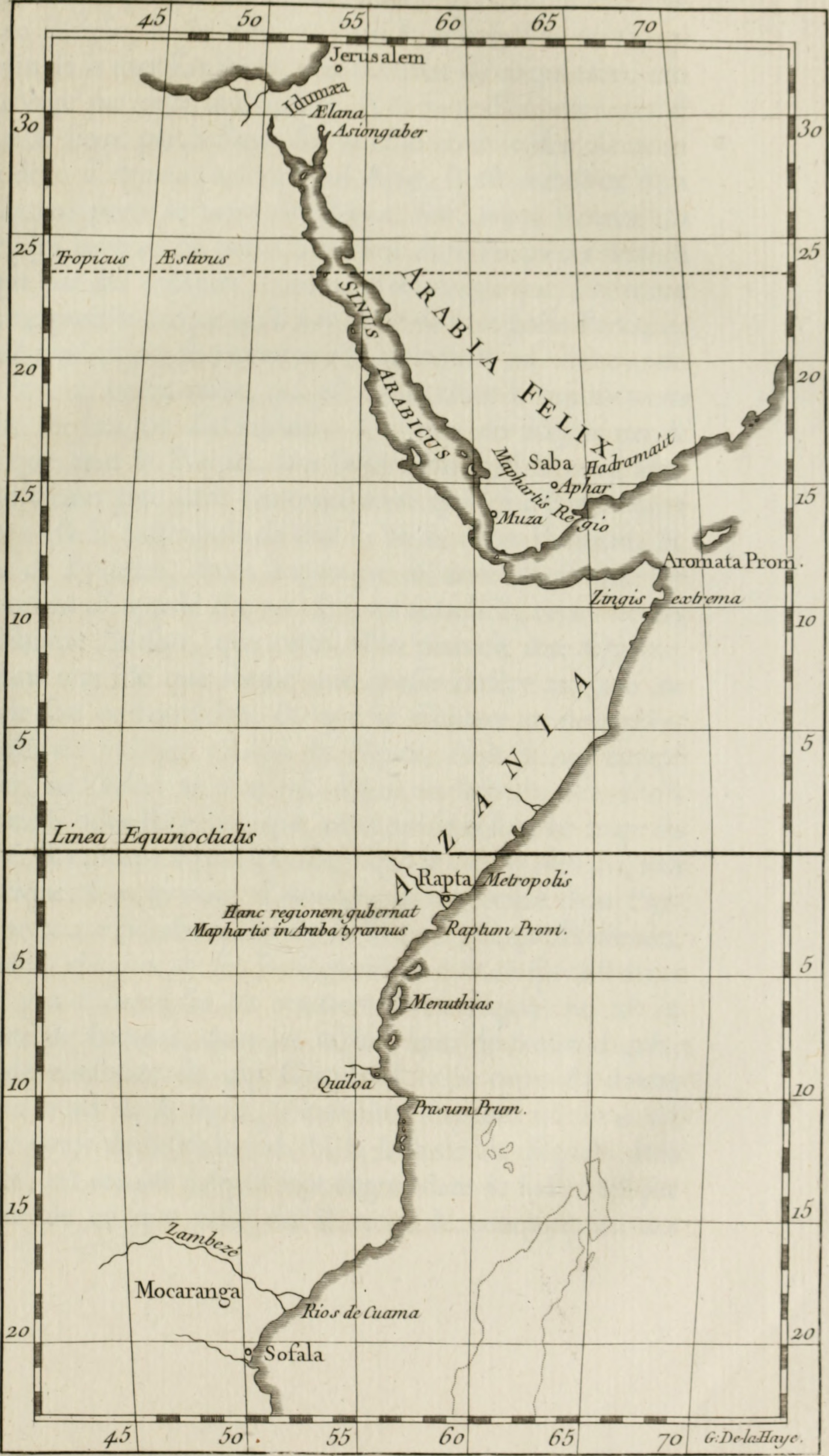

آزانيا (بالإغريقية: Ἀζανία)‏ هو الاسم الذي تم تطبيقه على أجزاء مختلفة من جنوب شرق أفريقيا الاستوائية. لقد أشار الاسم في الفترة الرومانية وربما في وقت سابق، إلى جزء من ساحل جنوب شرق أفريقيا الممتد من ساحل جنوب الصومال وكينيا، وربما إلى أقصى جنوب تنزانيا. كانت هذه المنطقة مأهولة بالسكان الجنوبيين الناطقين باللغة الكوشية حتى توسع موجة البانتو.

## آزانيا القديمة
يذكر بلينيوس الأكبر «البحر الآزاني» (NH 6.34) الذي بدأ في جميع أنحاء منطقة عدوليس ويمتد حول الساحل الجنوبي لأفريقيا. في القرن الأول الميلادي، كانت الرحلة اليونانية «بيربلوس أوف أريثرايان يونيفرسال» تصف أولًا آزانيا بناءً على معرفة مؤلفها الحميمة بالمنطقة. إن الفصل 15 من الرحلة يشير إلى أن آزانيا يمكن أن تكون المنطقة الساحلية جنوب الصومال الحالي («المنحدرات الصغرى الكبرى»، و«السلاسل الأصغر والأكبر»، و«الدورات السبعة»). يصف الفصل 16 بوضوح مجمع رابطة، الواقع جنوب جزر بوراليان في نهاية الدورات السبعة لآزانيا، بأنه «السوق الجنوبي لآزانيا». وفي كتاب الطواف لا يذكر «الإثيوبيين» داكنو البشرة بين سكان المنطقة، كما ظهروا في وقت لاحق في جغرافية بطليموس، في منطقة أقصى الجنوب، حول «نواة البانتو» في شمال موزمبيق. ووفقًا لجون دونيلي فاغ، تشير هذه الوثائق اليونانية المبكرة كليًا إلى أن السكان الأصليين لساحل آزانيا، وهم «الآزانيون»، كانوا من أصل الأجداد مثل السكان الأفريقيين الآسيويين إلى الشمال منهم على طول البحر الأحمر. بعد ذلك، وبحلول القرن العاشر الميلادي، تم استبدال «الآزانيين» الأصليين بأمواج مبكرة من مستوطنين البانتو.
من الكتاب الغربيين الذين ذكروا آزانيا لاحقًا، بطليموس (حوالي 100 - 170 م) وكوسماس إنديكوبليوتس (القرن السادس الميلادي).
كانت آزانيا معروفة لدى الصينيين باسم زيسان (澤散) بحلول القرن الثالث الميلادي.

## الإنعاش
تم إحياء المصطلح لفترة وجيزة في النصف الثاني من القرن العشرين باعتباره التسمية التي أعطيت لجنوب إفريقيا من قبل القوميين الأفارقة مثل حزب المؤتمر الأفريقي لأزانيا. تم اعتباره أيضًا اسمًا محتملًا لجنوب السودان عندما صوت للاستقلال في عام 2011، كما تم تطبيق الاسم تطبيقه على جوبا لاند داخل الصومال.

## ساحل الزنج
أنشأ التجار الموفاريون والحضارم والعمانيون مراكز تجارية مختلفة على ساحل الزنج المقابل لآزانيا، وقد سبقت أصل الكلمة السامية لأزانيا اللغة العربية المتأخرة الزنجية.

## قائمة المراجع
- Casson, Lionel (1989). The Periplus Maris Erythraei. Lionel Casson. (Translation by H. Frisk, 1927, with updates and improvements and detailed notes). Princeton, Princeton University Press.
- Chami, F. A. (1999). "The Early Iron Age on Mafia island and its relationship with the mainland." Azania Vol. XXXIV 1999, pp. 1–10.
- Chami, Felix A. 2002. "The Egypto-Graeco-Romans and Paanchea/Azania: sailing in the Erythraean Sea." From: Red Sea Trade and Travel. The British Museum. Sunday 6 October 2002. Organised by The Society for Arabian Studies.[www.thebritishmuseum.ac.uk/ane/fullpapers.doc][وصلة مكسورة]
- Collins، Alan S.؛ Pisarevsky، Sergei A. (2005). "Amalgamating eastern Gondwana: The evolution of the Circum-Indian Orogens". Earth-Science Reviews. ج. 71 ع. 3–4: 229–270. Bibcode:2005ESRv...71..229C. DOI:10.1016/j.earscirev.2005.02.004.
- Huntingford, G.W.B. (trans. & ed.). Periplus of the Erythraean Sea. Hakluyt Society. London, 1980.
- Yu Huan, The Weilue in The Peoples of the West, translation by John E. Hill [1]

## روابط خارجية
- مجلة العصور القديمة الإلكترونية: التواصل مع الكلاسيكيات، المجلد 1، العدد رقم 5، بحث لجون هيلتون بجامعة ناتال، ديربان.
- آزانيا، مجلة المعهد البريطاني في شرق إفريقيا [وصلة مكسورة]

1. ↑  "Weilue: The Peoples of the West". Depts.washington.edu. 23 مايو 2004. مؤرشف من الأصل في 2019-11-02. اطلع عليه بتاريخ 2016-12-27.